# Nidal Al Achkar
Nidal Al Achkar (arabe : نضال الأشقر) est une actrice et metteure en scène de théâtre libanaise née en 1941 à Dik El Mehdi.
Après avoir étudié à la Royal Academy of Dramatic Art à Londres, Nidal Al Achkar, elle met en scène sa première pièce à Beyrouth en 1967 et l'année suivante cofonde avec Roger Assaf l'atelier d’art dramatique de Beyrouth qui « ouvrit la voie à un théâtre professionnel d’expression exclusivement arabe ».
Elle est la mère du réalisateur, scénariste et producteur Omar Naim.
En septembre 2016, elle est nommée dans l'Ordre des Arts et des Lettres au grade d'officier.